# Rubrobacteria
Rubrobacteria es una clase de bacterias grampositivas del filo Actinomycetota. Fue descrita en el año 2013. Se compone solamente de un orden (Rubrobacterales), una familia (Rubrobacteraceae) y un género (Rubrobacter). Son bacterias aerobias e inmóviles. Suelen ser termófilas, con resistencia a la desecación y a la radiación. Se encuentran principalmente en sedimentos marinos y fuentes termales. También se ha encontrado en monumentos y paredes, deteriorando y dando un tono rosado por la producción de bacterioruberina.

## Taxonomía
Actualmente contiene un solo orden, una familia, un género y 11 especies:
- Rubrobacter aplysinae
- Rubrobacter bracarensis
- Rubrobacter calidifluminis
- Rubrobacter indicoceani
- Rubrobacter marinus
- Rubrobacter naiadicus
- Rubrobacter radiotolerans
- Rubrobacter spartanus
- Rubrobacter taiwanensis
- Rubrobacter tropicus
- Rubrobacter xylanophilus